# Nassauhaven
De Nassauhaven is een haven van Rotterdam gelegen in de deelgemeente Feijenoord.
Ze is gegraven tussen 1890 en 1892 en bedoeld voor fabrieken die aan vaarwater gelegen moesten zijn, en een spooraansluiting nodig hadden. Deze haven had net als de Persoonshaven het volgende karakter:

"[...]Het zijn eigenlijk niet bepaald havens, het zijn waterstraten, ontworpen in verband met het gewone wegennet, zoodat men bouwperceelen krijgt, aan de eene zijde aan het water gelegen en aan de andere zijde aan de gewone straat. Die waterstraten zijn per m² vrij wat goedkooper in aanleg en onderhoud, dan een gewone straat met zijne riolen, enz. Daarenboven werpen zij door havengeld rente af.[...]"
In de tweede helft van de 20e eeuw vertrokken veel bedrijven en werd meer van wegtransport gebruikgemaakt. De Nassauhaven slibde tegen het eind van de 20e eeuw langzaam dicht.
De Blue Band-fabriek (voorheen van den Bergh en Jurgens) staat er nog. Moederbedrijf Unilever besloot in 2005 om de aanvoer van grondstoffen voor de margarinefabriek niet meer per tankauto, maar per binnenvaarttanker te doen. Hiervoor is het havenbekken weer uitgediept tot zo'n 4,50m vaardiepte en kreeg het zijn oude functie terug.